# Dekurion (konjeniški častnik)
Dekurion (latinsko decurio, mn. decuriones) je bil rimski konjeniški častnik in poveljnik turme, vojaške enote s 30 konjeniki.

## Republikanska armada
V obdobju Rimske republike (okoli 300 pr. n. št.–88 pr. n. št.) je imela "polibijska" legija   mestnih nabornikov konjenico s 300 konjeniki, razdeljenimi v 10 turm  (eskadronov) po 30 mož. Vsako turmo so vodili trije dekurioni, ki so jih izvolili člani eskadrona sami. Čeprav dekurion dobesedno pomeni "vodja desetih mož", turma očitno ni bila razdeljena na tri desetine. Eden od dekuriunov je deloval kot poveljnik eskadrona, druga dva pa kot njegova namestnika.

## Cesarska vojska
V vojski Rimskega cesarstva je v obdobju principata (30 pr. n. št.–284 n. št.) dekurion poveljeval turmi s približno 30 konjenikov, vendar brez namestnikov. Tako kot vsi vojaki v cesarski vojski so bili tudi dekurioni izkušeni profesionalci, večinoma prostovoljci.
Rimska cesarska legija, ki je štela okoli 5.600 mož, je imela razmeroma majhno konjenico s samo 120 možmi, se pravi s štirimi turmami. Ker je bilo povprečno število stalnih legij okoli 30, je cesarska legionarska konjenica štela le okoli 3.600 konjenikov  od skupaj okoli 80.000 konjenikov, ki jih je štela cesarska vojska. V legijah je bilo torej v danem trenutku okoli 120 dekurionov.
Velika večina cesarske konjenice je bila v polkih pomožnih enot (auxilia), v katerih so služili cesarski podaniki brez rimskega državljanstva, znani kot peregrini. Rimska  ala (dobesedno "krilo") je bila elitni, izključno konjeniški polk, s 480 konjeniki (16 turm, torej 16 dekurionov). Dvojna ala (ala milliaria) je štela 720 konjenikov (24 turm). V času cesarja Hadrijana (vladal 117–138) je imela cesarska vojska približno 90 al. Poleg njih so bili v pomožnih enotah  tudi polki, imenovani  cohorta equitata, pehotne enote s 120 konjeniki (4 turme, v dvojnih enotah 8 turm). Pod Hadrijanom je bilo v auxilia v danem trenutku približno 2500 dekurionov.
V cesarskem obdobju dekurioni niso bili več samo vpoklicani Rimljani, ki so do tega položaja napredovali z izkušnjami, ampak tudi člani lokalne plemenske aristokracije. Rimski vitezi (equites) so bili na tej stopnji samo glavni poveljniki (praefecti) pomožnih polkov. Dekurioni v cesarski vojski so zato imeli veliko nižji družbeni  položaj  kot njihovi predhodniki v republikanski konjenici. Slednji niso bili samo rimski državljani, ampak tudi aristokrati, medtem ko so bili pomožni dekurioni večinoma navadni prebivalci in nedržavljani (do leta 212 n. št., ko so vsi cesarski podložniki dobili državljanstvo). Pripadniki lokalne aristokracije so bili ne glede na njihov status uvrščeni niže od običajnih rimskih državljanov.

## Vir
- Dobson, B (2014). »Decurio«. Decurio. The Encyclopedia of Ancient History. doi:10.1002/9781444338386.wbeah19058. ISBN 9781444338386.